# 24-я дивизия подводных лодок
24-я дивизия подводных лодок — соединение подводных лодок Северного флота СССР и России, образованное в 1985 году. Имеет на вооружении многоцелевые атомные подводные лодки, была создана для обеспечения боевой устойчивости стратегических атомных подводных лодок 3-й флотилии, затем — 31-й дивизии. После принятия на вооружение подводных лодок проекта 971 получила прозвище «Звериная дивизия».

## История

Вариант нарукавной эмблемы 24-й «Звериной» дивизии, выпущенный в 2000 году к 15-летию соединения

В 1980-х годах руководство ВМФ СССР приняло решение о создании на Северном флоте нового соединения многоцелевых атомных подводных лодок с целью усиления группировки стратегических подводных ракетоносцев (3-й флотилии подводных лодок) и обеспечения их боевой устойчивости.
24-я дивизия была образована приказом штаба ВМФ от 11 мая 1985 года и организационно создана в том же году, 30 октября установлен годовой праздник дивизии. Первым командиром вновь созданной дивизии стал капитан 1-го ранга Владимир Михайлович Монастыршин. Первыми кораблями соединения стали переданные из 6-й и 33-й дивизий семь подводных лодок проекта 671РТ «Сёмга» (все представительницы этого проекта). Большими сложностями сопровождалась приёмка технически неисправной подводной лодки К-513, которая при активном участии 246-го экипажа была возвращена в строй, приведена на базу и через год вышла на боевую службу подо льдами Арктики. Первое боевое патрулирование дивизии провела К-467 в сентябре 1985 года.
С 1987 по 2002 год в составе дивизии служили подводные лодки проекта 667АТ «Груша», несущие стратегические крылатые ракеты С-10 «Гранат».
Поступление лодок проекта 971 «Щука-Б» началось в 1988 году, а большинство лодок предыдущих проектов были переданы другим объединениям или выведены из эксплуатации к 1994 году. В 1990 году по инициативе старшего помощника АПЛ К-317 А. В. Буриличева лодке приказом главкома ВМФ было присвоено наименование «Пантера» в честь подводной лодки типа «Барс», открывшей боевой счёт советских подводников. В дальнейшем все подводные лодки проекта 971, включая тихоокеанские из состава 45-й дивизии получили имена в честь подводных лодок Российского императорского флота, причём на Северном флоте использовались только «звериные» имена подводных лодок типа «Барс».

## Состав
Кроме экипажей, приписанных к подводным лодкам, в состав дивизии входят несколько «номерных» экипажей, которые при надобности могут принять любой корабль для выполнения поставленных задач. В состав 24-й дивизии входили 172-й, 246-й, 532-й экипажи АПЛ проекта 67РТ, 2-й, 266-й, 281-й, 588-й, 608-й, 615-й экипажи АПЛ проекта 971, а также 633-й технический экипаж АПЛ проекта 971.
В состав дивизии входили следующие подводные лодки:
| Название        | Проект           | Предыдущая служба     | Период в строю | Дальнейшая служба              |
| --------------- | ---------------- | --------------------- | -------------- | ------------------------------ |
| К-371           | 671РТ «Сёмга»    | Переданы из 6-й ДиПЛ  | 1985—1996      | Исключены из состава флота     |
| К-467           | 671РТ «Сёмга»    | Переданы из 6-й ДиПЛ  | 1985—1996      | Исключены из состава флота     |
| К-387           | 671РТ «Сёмга»    | Переданы из 6-й ДиПЛ  | 1985—1991      | Переданы в 17-ю ДиПЛ (Гремиха) |
| К-495           | 671РТ «Сёмга»    | Переданы из 6-й ДиПЛ  | 1985—1990      | Переданы в 17-ю ДиПЛ (Гремиха) |
| К-488           | 671РТ «Сёмга»    | Переданы из 33-й ДиПЛ | 1985—1989      | Переданы в 17-ю ДиПЛ (Гремиха) |
| К-517           | 671РТ «Сёмга»    | Переданы из 33-й ДиПЛ | 1985—1990      | Переданы в 17-ю ДиПЛ (Гремиха) |
| К-513           | 671РТ «Сёмга»    | Переданы из 33-й ДиПЛ | 1985—1989      | Переданы в 17-ю ДиПЛ (Гремиха) |
| К-423           | 667АТ «Груша»    | Передана из 19-й ДиПЛ | 1987—1994      | Исключены из состава флота     |
| К-480 «Ак Барс» | 971 «Щука-Б»     | Построена («Севмаш»)  | 1989—2002      | Исключены из состава флота     |
| К-253           | 667АТ «Груша»    | Передана из 31-й ДиПЛ | 1989—1993      | Исключены из состава флота     |
| К-420           | 667М «Андромеда» | Передана из 19-й ДиПЛ | 1991—1994      | Исключены из состава флота     |
| К-317 «Пантера» | 971 «Щука-Б»     | Построена («Севмаш»)  | 1991—н. в.     | В строю                        |
| К-395           | 667АТ «Груша»    | Передана из 31-й ДиПЛ | 1992—2002      | Исключена из состава флота     |
| К-147           | 671 «Ёрш»        | Передана из 3-й ДиПЛ  | 1995—1997      | Исключена из состава флота     |
| К-461 «Волк»    | 971 «Щука-Б»     | Построены («Севмаш»)  | 1992—н. в.     | В ремонте с 2014 года          |
| К-328 «Леопард» | 971 «Щука-Б»     | Построены («Севмаш»)  | 1993—н. в.     | В ремонте с 2011 года          |
| К-154 «Тигр»    | 971 «Щука-Б»     | Построены («Севмаш»)  | 1994—н. в.     | В ремонте с 2019 года          |
| К-157 «Вепрь»   | 971 «Щука-Б»     | Построены («Севмаш»)  | 1995—н. в.     | В строю                        |
| К-335 «Гепард»  | 971.1 «Щука-Б»   | Построены («Севмаш»)  | 2002—н. в.     | В строю                        |

## Командиры
- 07.1985-10.1987: контр-адмирал Монастыршин Владимир Михайлович
- 10.1987 — 12.1989: контр-адмирал Мазин Николай Иванович
- 12.1989 — 09.1992: контр-адмирал Богданов Борис Сергеевич
- 09.1992 — 06.1996: контр-адмирал Близнюк Сергей Анатольевич
- 06.1996 — 09.1998: контр-адмирал Букин Александр Николаевич
- 09.1998 — 08.2000: капитан 1 ранга Буриличев Алексей Витальевич
- 08.2000 — 03.2002: капитан 1 ранга Королев Владимир Иванович
- … — 2003 — …: капитан 1 ранга, контр-адмирал Фёдоров Игорь Владимирович
- 2005—2008: капитан 1 ранга, контр-адмирал Минаков Анатолий Николаевич
- 2009—2010: капитан 1 ранга Кочемазов, Виктор Николаевич
- 2010—2016: капитан 1 ранга, контр-адмирал Кабанцов, Константин Петрович